# テレタイプ (企業)

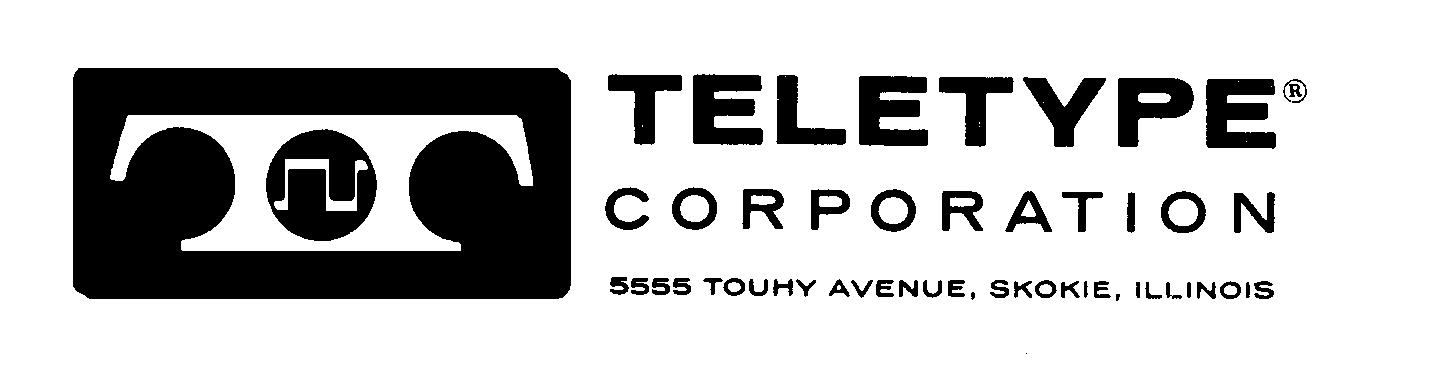

テレタイプは1907年設立の印刷電信機専門メーカー。1919年発表のテレタイプの成功で国際的に知名度をあげ、社名もモルクラム・クラインシュミットからテレタイプに変更した。

## 沿革
- 1907年10月5日　ジョイ・モートン(Joy Morton)とチャールズ・クラム(Charles Lyon Krum)が、シカゴでモルクラム社を設立。
- 1913年　モルクラムが、送受信機一体のタイプライタ型電信機を試作。
- 1914年　エドワード・クラインシュミット(Edward Ernst Kleinschmidt)がクラインシュミット・エレクトリック社を、ニューヨーク州ロングアイランドで設立。
- 1919年8月　モルクラムがテレタイプを発表。
- 1925年1月1日 モルクラムとクラインシュミット・エレクトリックが合併、モルクラム・クラインシュミットに。
- 1928年12月　社名をモルクラム・クラインシュミットからテレタイプに変更。
- 1930年9月　ウェスタン・エレクトリックの子会社となる。
- 1963年5月　ASR-33発表。
- 1984年1月1日　ウェスタン・エレクトリック解体。AT&Tテクノロジーズの傘下に入る。
- 1985年3月　テレタイプ解散。(整理会社のAT&Tテレタイプとして、2年間は業務を継続)